# Sue Ehlers
Susan "Sue" Ehlers va ser una ciclista estatunidenca campiona d'una medalla de plata al Campionat del món en contrarellotge per equips de 1987.

## Palmarès
- 1986
  - 1r al Bisbee Tour
  - Vencedora d'una etapa al Coors Classic
- 1987
  - Vencedora d'una etapa a la Women's Challenge